# Scrophularia gontscharovii
Scrophularia gontscharovii är en flenörtsväxtart som beskrevs av Sofîa Gennadievna Gorschkova. Scrophularia gontscharovii ingår i släktet flenörter, och familjen flenörtsväxter. Inga underarter finns listade i Catalogue of Life.